# Clypeocaenis
Clypeocaenis is een geslacht van haften (Ephemeroptera) uit de familie Caenidae.

## Soorten
Het geslacht Clypeocaenis omvat de volgende soorten:
- Clypeocaenis afrosetosa
- Clypeocaenis bisetosa
- Clypeocaenis femorisetosa
- Clypeocaenis multisetosa
- Clypeocaenis oligosetosa
- Clypeocaenis umgeni